# Капр Елідський
Капр Елідський (дав.-гр. Kápros Eleíos; д/н — після 212 до н. е.) — давньогрецький атлет, борець, переможець античних Олімпійських ігор 212 року до н. е. Першим отримав почесне звання «Другий після Геракла».

## Життєпис
Походив з Еліди. Син Піфагора. Про життя відомо замало. 212 року до н. е. на 142-х Олімпійських іграх у боротьбі переміг Пеанія з Еліди, олімпіоніка 141-х ігор. Того ж дня за рішенням суддів виступив у панкратіоні проти Клітомаха з Фів, олімпіоніка 140-х і 141-х Олімпійських ігор, якого після важкого бою переміг також. В результаті став першим атлетом, що здобув перемоги в один день. За легендою це вдавалося лише Гераклові. На честь цього Капру було присуджено звання «Другий після Геракла» та споруджено 2 статуї.
Згодом в один день переміг на Піфійських іграх в кулачному бою та боротьбі.